# Daniel Tshabalala
Daniel Tshabalala (Sebokeng, 6 de outubro de 1977) é um ex-futebolista profissional sul-africano que atuava como defensor.

## Carreira
Daniel Tshabalala representou o elenco da Seleção Sul-Africana de Futebol no Campeonato Africano das Nações de 2006.